# Faro

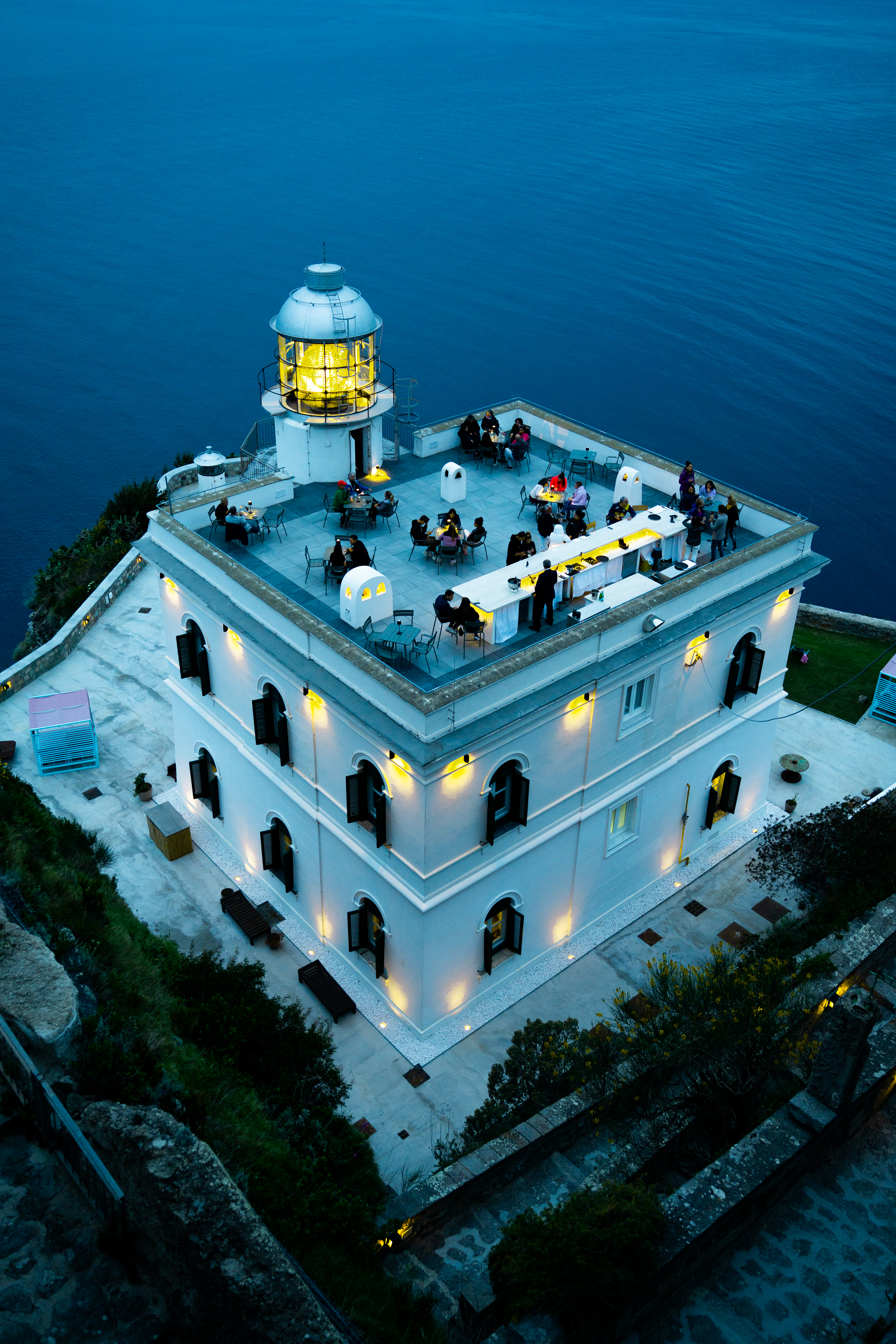
Il Faro di Punta Imperatore a Forio d'Ischia

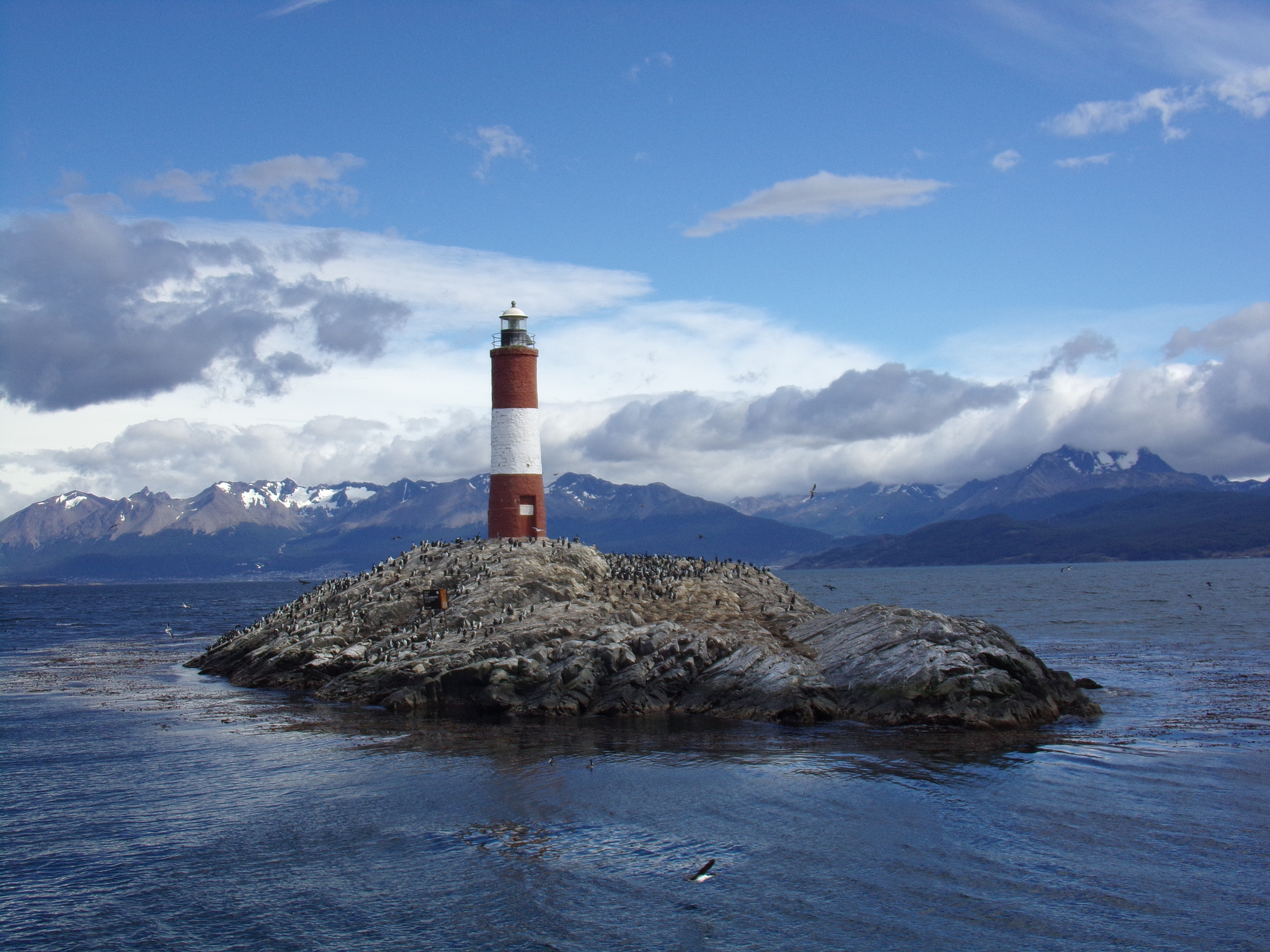
Faro alla fine del mondo a Ushuaia, Argentina

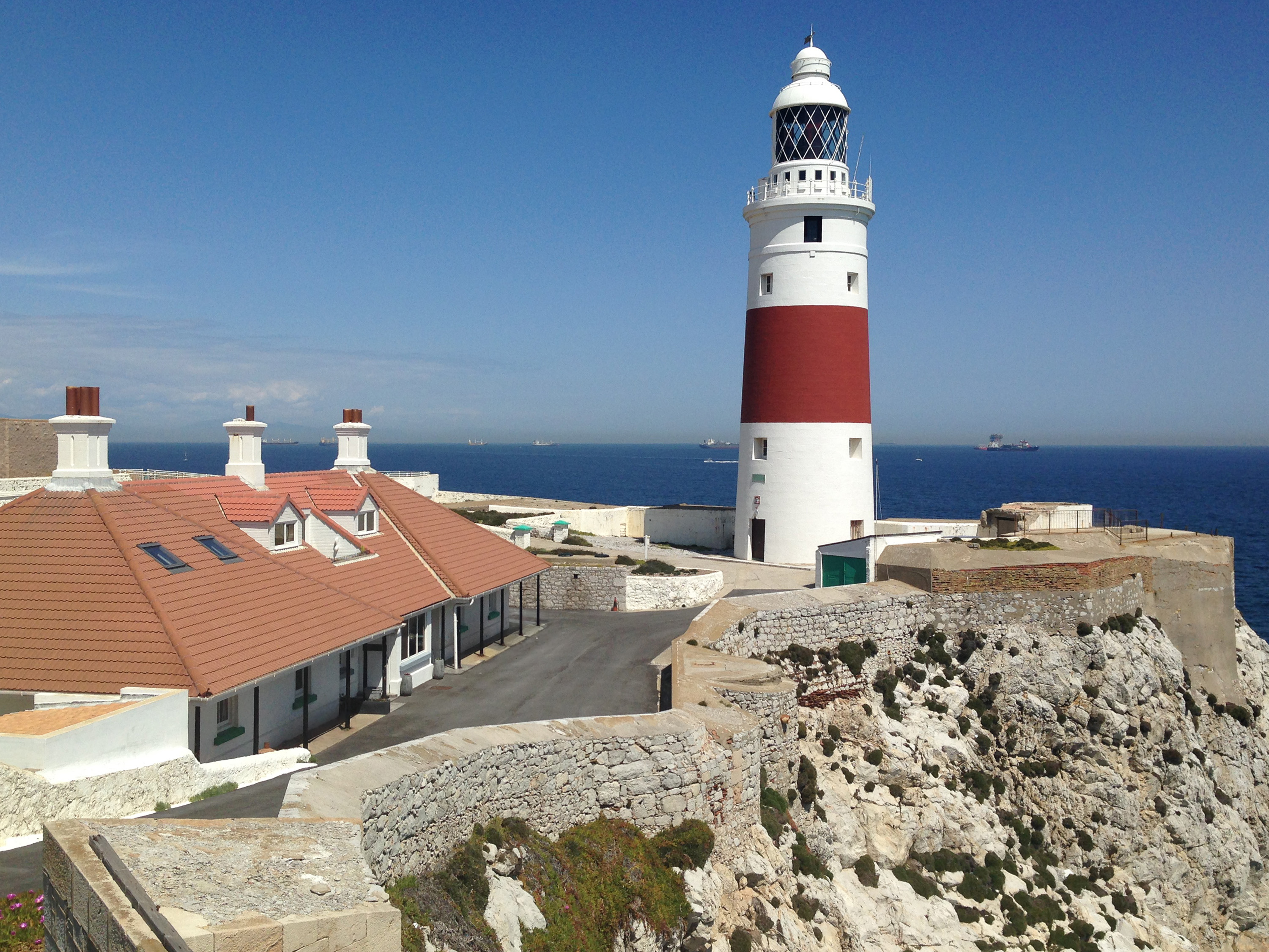
Faro di Europa Point a Gibilterra

Un faro è una struttura, in genere una torre, dotata alla sommità di un sistema, costituito da una lampada e un sistema di lenti, capace di emettere potenti segnali luminosi di aiuto e riferimento alla navigazione.
Rappresentano i più importanti dei segnalamenti marittimi: situati in prossimità di luoghi di atterraggio, di luoghi pericolosi o di altri luoghi ove sia utile avere un punto notevole percepibile a distanza elevata durante la navigazione costiera, sono chiaramente segnati sulle carte nautiche che ne riportano anche l'altezza focale, assieme alla caratteristiche del segnale luminoso emesso che li individua in modo praticamente univoco.
Il nome deriva dall'isola di Pharos, di fronte ad Alessandria d'Egitto, dove nel III secolo a.C. era stata costruita una torre sulla quale ardeva costantemente un gran fuoco, in modo che i naviganti su quei fondali potessero districarsi dalla retrostante palude Mareotide. Di largo uso nel passato, oggi il numero di nuovi fari costruiti è quasi fermo, sostituiti da sistemi digitali (LORAN, GPS, ecc.) di aiuto alla navigazione: i fari ancora operativi stanno invece subendo un processo di automazione totale per ridurne i costi di gestione e manutenzione.
In Italia, dal 1961 è san Venerio il santo protettore dei fanalisti, ovvero coloro i quali si occupano del funzionamento dei fari marittimi.

## Storia

### Età antica
Nell'antichità la navigazione era inizialmente prevalentemente costiera e diurna, ma l'evolversi della navigazione commerciale portava spesso l'uomo a navigare anche di notte. Nacquero così i primi fari, costituiti da falò di legna accatastata in punti prominenti della costa per riferimento nella rotta dei naviganti, indicando zone di pericolo o di approdo. Lungo le rotte più importanti nacquero successivamente i primi veri porti e con loro i primi veri fari, probabilmente strutture rudimentali in legno o ferro su cui veniva innalzato mediante un sistema di carrucole un braciere metallico contenente il combustibile.
È solo attorno all'anno 300 a.C. che sorsero le due grandi strutture che rimarranno per secoli esempi unici di fari monumentali. Il Colosso di Rodi, considerato una delle sette meraviglie del mondo, era una statua enorme, alta circa 32 metri secondo Plinio il Vecchio, che rappresentava Elio, il dio del sole, con un braciere acceso in una mano, collocata sopra l'entrata del porto. Fatta costruire da Cario di Lindo attorno al 290 a.C., la statua ebbe vita breve, distrutta successivamente da vari terremoti.
L'esempio più illustre dei fari dell'antichità, un'altra delle sette meraviglie del mondo, fu il Faro di Alessandria, la città fondata in Egitto da Alessandro Magno. Opera di Sostrato di Cnido, fu costruito sotto la dinastia dei Tolomei attorno al 280 a.C. sull'isolotto di fronte alla città, dal cui nome Pharos "Φάρος" (Faro) deriva la parola faro nelle lingue di origine greca e latina. Con una torre di altezza stimata tra 115 e 135 metri, rimase per molti secoli tra le strutture più alte realizzate dall'uomo. Un fuoco acceso in sommità (di legna resinosa e oli minerali) emetteva un segnale luminoso che, grazie a un sistema di specchi che si diceva ideato da Archimede, aveva una portata di oltre 30 miglia. Il faro fu successivamente danneggiato gravemente nel 641 nella conquista araba della città, terminando la sua funzione di lanterna. La torre crollò nei secoli successivi distrutta da diversi eventi tellurici.
Dopo questi esempi illustri, la storia dei fari riprese secoli dopo solo con i Romani che edificano numerose torri adibite a fari lungo le coste dei loro domini, dal Mediterraneo fino al canale della Manica. Prima della caduta dell'Impero romano almeno trenta torri di segnalazione illuminavano il mare. Di questi esempi sopravvive tuttora alla furia degli eventi la Torre di Ercole a La Coruña (l'antica Brigantium), in Galizia.

### Dal Medioevo all'età moderna
Con la caduta dell'Impero romano d'Occidente, la storia della navigazione e dei fari ebbe una fase di stasi; sotto il pericolo delle invasioni barbariche, la navigazione ritornò a essere costiera e diurna e l'uso dei fari fu scoraggiato, potendo essere di aiuto alle rotte degli invasori piuttosto che dei naviganti in difficoltà. Molte delle torri costiere romane andarono in rovina e si ritornò ai falò di legna per segnalare i punti pericolosi per la navigazione o ai bracieri all'ingresso dei porti.
Nel Medioevo furono soprattutto le torri dei monasteri eremitici sulle coste atlantiche di Inghilterra e Francia a svolgere la funzione di fari, con fuochi alimentati da fascine di legna accesi sulla sommità. Un esempio è il faro di Hook Head, sulle coste orientali dell'Irlanda, fatto erigere nel 1172 da un nobile normanno sia come fortezza sia come torre di segnalazione, affidando ai monaci il compito di tenere accesa la luce in sommità. Esempi di fari possono però essere rintracciati lontano dall'Europa. Fonti riportano di minareti e pagode medievali adibiti a fari lungo le coste del golfo Persico e in Cina.

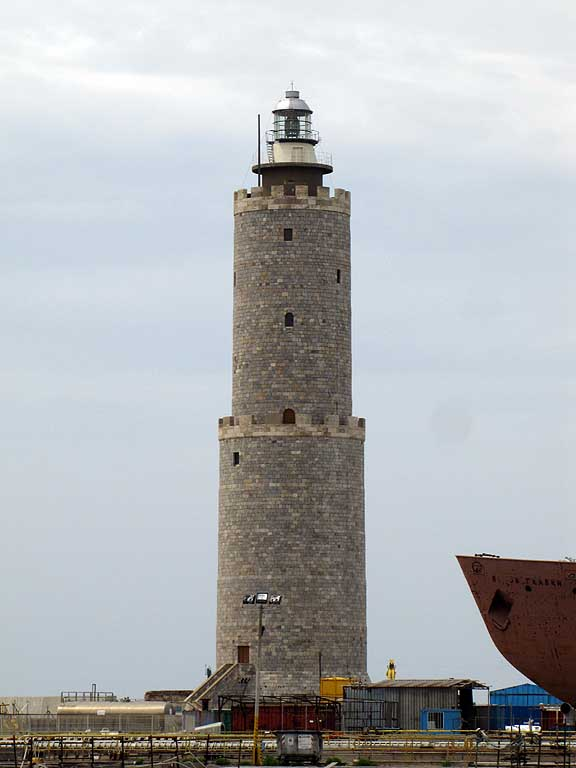
Il Fanale di Livorno, costruito da Giovanni Pisano

Con la ripresa dei commerci e l'affermazione delle repubbliche marinare, a partire dal XII secolo, si ritornò a costruire sulle coste dell'Italia torri di segnalazione dotate in sommità di fuochi. Esempi furono la torre di Genova (ricostruita poi nel 1543 e ancora operativa), il fanale (1303) di Porto Pisano nell'odierna Livorno, la torre della secche della Meloria (primo faro costruito in mare aperto nel 1147, distrutto poi nel 1284, ricostruito nel 1712 e tuttora esistente), la torre di Capo Peloro, di riferimento per la navigazione dei Crociati verso la Terrasanta. Al mantenimento dei fari nei porti contribuivano le navi in entrata mediante una tassa. La navigazione subiva intanto un'evoluzione, con l'introduzione delle prime rudimentali bussole e la redazione dei primi portolani riportanti la posizione dei fari.

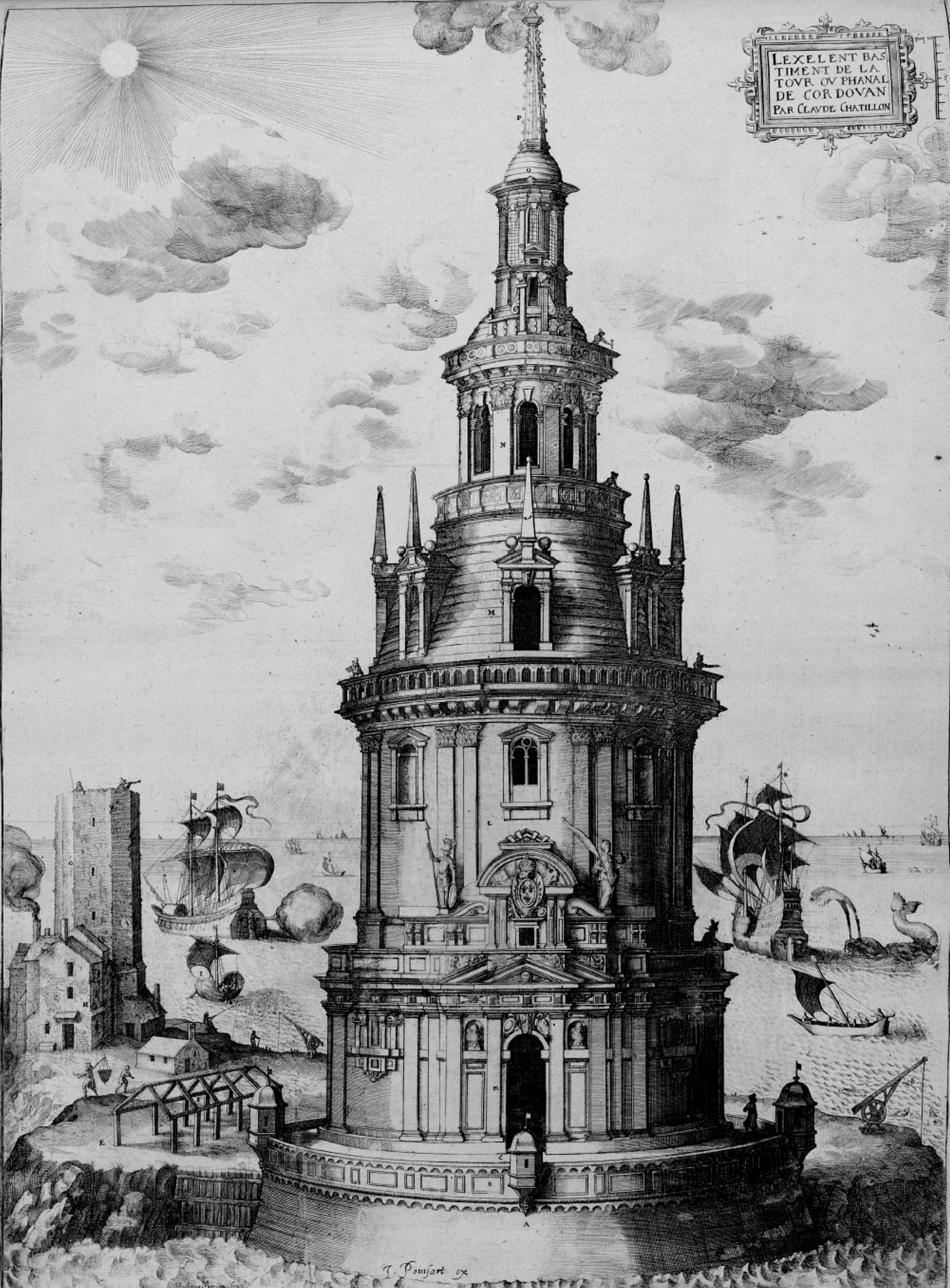
Il faro di Cordouan all'inizio del Seicento

Nel Rinascimento e nell'età barocca, soprattutto in Francia e Inghilterra, il faro venne rivisto nella sua valenza architettonica: oltre a svolgere la sua funzione doveva anche essere un monumento degno di ammirazione per affermare la potenza e il prestigio dei suoi committenti. Nella realtà, spesso nella costruzione di tali monumenti si privilegiarono più i lati estetici che quelli funzionali, dimostrandosi le realizzazioni poco adatte a sopportare le condizioni climatiche estreme dell'Oceano Atlantico e finendo per essere distrutti e ricostruiti diverse volte. L'esempio più famoso è il faro di Cordouan in Francia, in pieno mare al largo della Gironda, costruito all'inizio del Seicento. Voluto dal re di Francia è ornato come un vero palazzo (comprende uno scalone monumentale e una cappella con sculture, lastre di marmo e vetrate) ma costituisce anche una prodezza tecnica: costruito su un banco di sabbia che sparisce sott'acqua ad alta marea, si innalza a ben sessantanove metri sopra al livello del mare (in origine era alto trentasette metri fu poi sopraelevato durante il Settecento). Quattrocento anni dopo la sua costruzione questo faro è ancora in servizio. Ma un faro come Cordouan costituisce un'eccezione e fino all'inizio dell'Ottocento le coste europee sono quasi interamente sprovviste di fari.
Riguardo all'aumento della luminosità dei segnali, un passo importante fu costituito dal bruciatore circolare inventato nel 1782 dal fisico svizzero Aimé Argand, con dieci stoppini alimentati a olio con un'autonomia di dieci giorni e con un sistema di evacuazione dei fumi per rendere la luce più visibile. Tale sistema luminoso fu subito introdotto anche in America. Altre ricerche furono indirizzate a potenziare la luce, come quello proposto alla fine del Settecento dallo svedese Jonas Norberg con un sistema di specchi parabolici rotanti ad azionamento manuale. Altro importante passo fu una modifica alla lampada di Argand proposta dal francese Bertrand Carcel, che rimase in uso fino alla introduzione delle lenti di Fresnel.

### Il XIX secolo l'evoluzione tecnologica

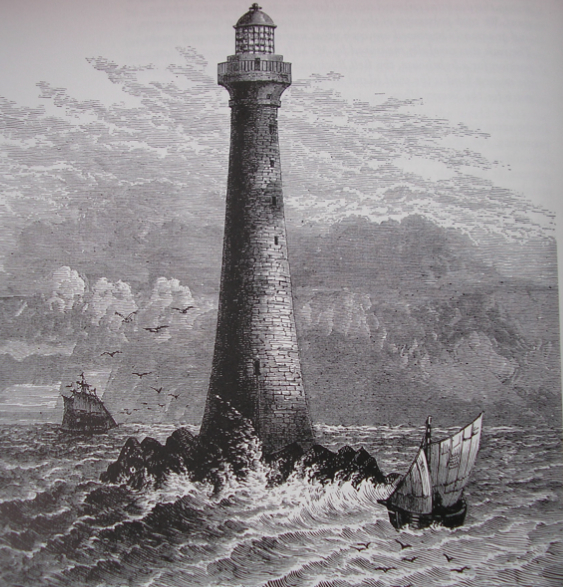
Illustrazione del faro di Skerryvore, Scozia

Con l'affermarsi del dominio navale dell'Inghilterra, il XIX secolo fu il secolo della farologia, dove si assistette alla nascita di meraviglie dell'ingegneria soprattutto lungo le coste di Inghilterra, Scozia e Irlanda, spesso su scogli appena affioranti. Esempi degni di nota furono il faro di Eddystone in Scozia (altezza 49 metri, portata 22 miglia), uno dei primi fari costruiti in pieno mare la cui architettura influenzò tutti i fari britannici, il faro di Skerryvore ancora in Scozia (altezza 48 metri, portata 26 miglia), il faro di Longships in Cornovaglia (altezza 35 metri, portata 18 miglia), il faro di Bishop Rock, sempre in Cornovaglia (altezza 44 metri, portata 24 miglia), e quello di Fastnet in Irlanda (altezza 54 metri, portata 27 miglia). Celebri costruttori di fari furono vari membri della famiglia di Robert Stevenson e Thomas Stevenson, rispettivamente nonno e padre del celebre scrittore Robert Louis Stevenson.
Nella prima metà del secolo era stato introdotto nei fari il gas ricavato dal carbone, sistema inventato dallo scozzese William Murdoch e utilizzato già nell'illuminazione cittadina. Ma fu soprattutto l'uso di oli estratti dal petrolio che, abbinati alla lampada Argan, migliorò sensibilmente la luce dei fari.
Sempre nel XIX secolo, la Francia realizzò per prima un sistema completo di fari lungo le sue coste, equipaggiati di lenti di Fresnel, in modo tale che una nave in navigazione potesse essere sempre in vista di almeno un faro. Nella penisola del Finistère, in Bretagna, si contano tuttora più di 50 fari e sono centinaia lungo tutte le coste francesi.
Una caratteristica dei maggiori fari francesi è l'altezza importante, spesso aldilà dei cinquanta metri per i fari più importanti. Altra particolarità dei fari francesi dell'Ottocento (almeno per i più importanti) è il loro stile architettonico spesso elaborato ed eclettico, con torri rifinite internamente in modo sontuoso, lontano dallo stile più semplice e uniforme dei fari inglesi. Uno dei più eleganti fari francesi dell'Ottocento è quello di Kéréon, in Bretagna (altezza 41 metri, portata 19 miglia), con interni riccamente decorati con legno prezioso malgrado sia isolato in pieno mare a vari chilometri dalla costa bretone.
I fari francesi più importanti sono il faro dell'Île Vierge, sempre nel Finistère, che con un'altezza di 82,5 metri (portata 27 miglia) è il più alto faro convenzionale del mondo. Il faro di Cordouan, all'imbocco della Gironda, fu costruito a inizio Seicento e ampliato nel Settecento come un vero palazzo, con una cappella barocco e un busto del re Enrico IV di Francia. Si può considerare come il più vecchio faro in pieno mare ancora esistente. Inserito nel Patrimonio dell'umanità, è il faro dove venne utilizzata per la prima volta la lente di Fresnel.
Il faro di Ar-Men in Bretagna al largo dell'Île de Sein è soprannominato "L'Inferno degli Inferni" : è  probabilmente il più famoso dei fari francesi (altezza 33,50 metri, portata 23 miglia) per la sua posizione pericolosa e la prodezza che costituì la sua costruzione a fine Ottocento. È costruito su una roccia totalmente immersa sott'acqua a più di venti chilometri dalla punta occidentale della Bretagna.
Altri fari degni di nota sono il faro dei Roches Douvres, che trovandosi a 40 chilometri dalla costa settentrionale della Bretagna è il faro europeo più lontano dalla terraferma (altezza 60 metri, portata 24 miglia). Il faro di Gatteville in Normandia (altezza 75 metri, portata luminosa di 29 miglia) è il secondo più alto del paese mentre quello di Créac'h, sito nell'isola di Ouessant, all'estremità nord occidentale della Bretagna (altezza 55 metri) è invece il più potente dei fari europei, con una portata di 34 miglia.
Anche l'Italia è ricca di fari, molti di origine antica (il Regno delle Due Sicilie fu il primo Stato italiano a organizzare una moderna rete di fari). Dopo il 1860, con l'Unità d'Italia, il nuovo Stato dovette affrontare in modo sistematico l'illuminazione dei suoi 8000 chilometri di coste e nacquero così molti nuovi fari: i fari e i segnalamenti marittimi italiani che nel 1861 non superavano i 50, nel 1916 erano già 512. Un esempio è il faro di Capo Sandalo, sull'isola di San Pietro, in Sardegna, costruito nel 1864 su un alto scoglio a picco sul mare con una torre di 30 metri (138 metri l'altezza sul livello del mare) e portata 28 miglia. Dopo la seconda guerra mondiale un programma di ristrutturazione e ammodernamento del sistema di segnalamenti ne portò il numero ai circa 1000 attuali, di cui 167 fari e 506 fanali.
Il primo faro in America fu il faro di Boston nel New England del 1716. Il più antico faro ancora operativo è il faro di Sandy Hook nel New Jersey, del 1764. Alla fine del XIX secolo tuttavia gli Stati Uniti si erano dotati del sistema di fari più imponente al mondo.

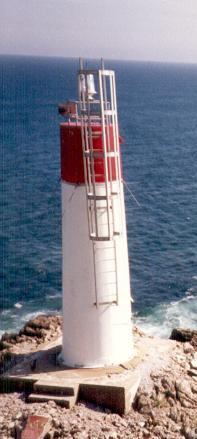
Un moderno faro automatizzato in Scozia

Con la diffusione della navigazione a vapore sulle rotte di tutto il mondo, si diffusero anche i fari ovunque ci fosse una colonia europea e arrivassero le navi occidentali, dall'India al Giappone fino alla Cina.
L'illuminazione dei fari ha costituito il principale problema tecnico nei fari, e l'evoluzione in tale campo è stata lenta. Il fuoco di legna rappresentò la prima sorgente luminosa, essendo la legna facile da reperire; tale tipo di combustibile necessitava però di continua alimentazione essendo la legna anche veloce a bruciare. Successivamente fu usato il carbone, ma con i limiti connessi alla difficoltà di reperimento e alla luce poco intensa prodotta. Altri problemi erano legati al vento, che spegneva la fiamma, e alla fuliggine, che ne limitava la visibilità. Solo con l'installazione del vetro sulle lanterne, attorno al XIII secolo, i fari furono dotati di protezione verso gli agenti atmosferici, permettendo l'uso anche di nuovi combustibili come candele di cera e di spermaceti, combustibile che non fa fumo estratto dalle balene, oppure olio di oliva o di balena, a seconda delle latitudini. Il vetro però era ancora opaco ed era difficile tenerlo pulito, mentre solo nel XVIII secolo diventerà il materiale trasparente che oggigiorno conosciamo.

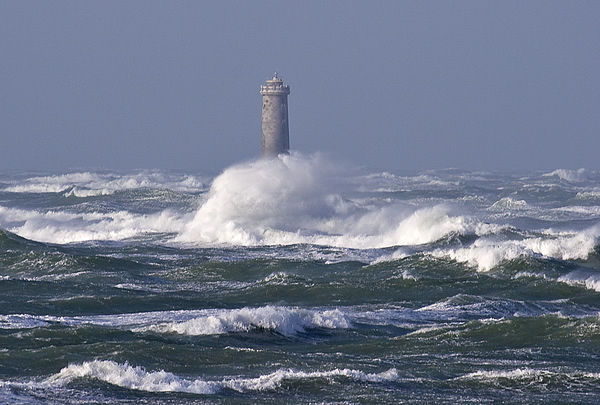
Il faro di Baleineaux, Francia, durante una tempesta

Nel 1822 Augustin Jean Fresnel progettò una lente a rifrazione innovativa, capace di aumentare notevolmente la luminosità dei fasci luminosi proiettati. La pesantezza di tali lenti ne rendeva però problematica la rotazione. Fresnel ovviò a tale problema progettando un meccanismo basato su galleggianti in un bagno di mercurio. La pericolosità di tale sistema portò poi a sostituirlo con meccanismi con ingranaggi e cuscinetti a sfere. Le lenti di Fresnel, modificate e alleggerite, attrezzano ancora oggi la quasi totalità dei fari del mondo. Nel 1885 fu inventata dall'austriaco Carl Auer Welsbach la prima lampadina a incandescenza alimentata da una miscela di gas e aria, che emetteva una luce molto intensa. Ma fu nel 1892 con la scoperta dell'acetilene avente un luminosità superiore a ogni altro combustibile con costi nettamente inferiori, che l'illuminazione dei fari compì progressi significativi, permettendo di illuminare anche quelli isolati.

### Il XX secolo
Ma la tecnologia continuava a evolversi. Tra la fine del secolo e i primi anni del XX secolo cominciò l'elettrificazione dei fari, operazione completata gradualmente solo molti anni dopo. I fari in alto mare furono elettrificati solo successivamente, con l'uso di generatori elettrici o per mezzo di energia eolica o solare. Parallelamente le lampadine usate passarono da quelle a bulbo allo xeno, luminose ma potenzialmente esplosive, alle attuali a bulbo alogeno di 1000 watt. La più recente evoluzione della tecnologia ha portato in alcuni fari di recente installazione alla sostituzione dell'ottica rotante con una luce fissa a impulsi e all'introduzione dei pannelli luminosi a LED.

### Il guardiano del faro

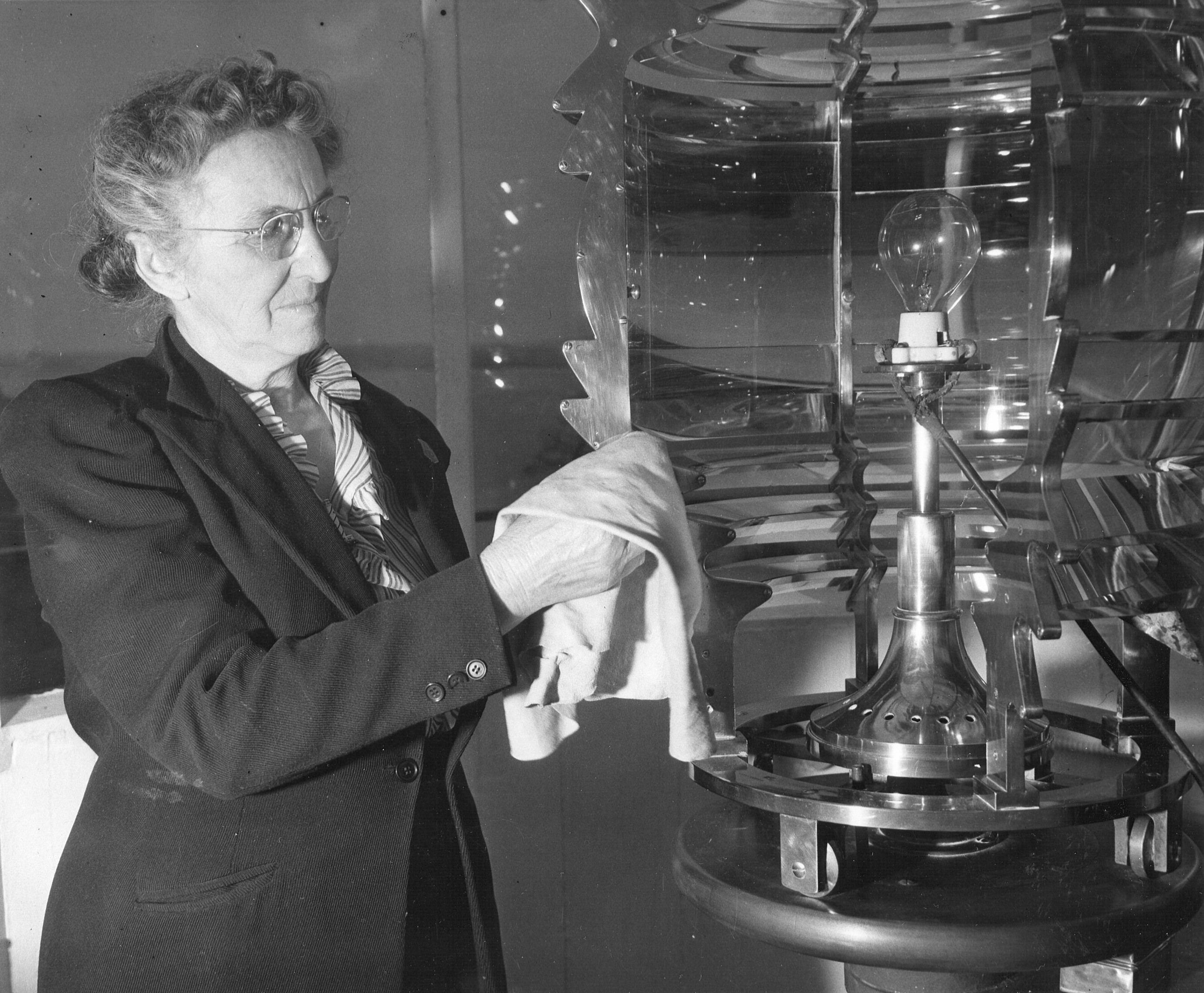
Una donna guardiano del faro nel Maryland, Stati Uniti

Una figura importante nel faro è sempre stata quella dell'uomo, il "guardiano del faro". I primi, nell'antichità, furono probabilmente schiavi col compito di raccogliere e accatastare la legna e alimentare per tutta la notte i falò. Nel Medioevo questa funzione venne svolta in modo volontario dai monaci dei monasteri, che dovevano considerare loro dovere prestare aiuto e assistenza alle navi di passaggio. Tale compito diventò un vero e proprio mestiere nell'Ottocento, con l'aumento del numero di fari.
La funzione dei guardiani era di rifornire il combustibile della lampada, accendere e spegnere la lampada, tenere puliti i vetri delle lenti e delle finestre, mantenere in efficienza il meccanismo di rotazione delle lenti. Nel 1907 fu inventata la valvola solare che, introdotta nei fari, ne permetteva l'accensione e lo spegnimento automatico con la luce del sole (per tale invenzione Nils Gustaf Dalén fu insignito del premio Nobel). Ma la valvola solare, l'elettrificazione e l'automazione dei fari resero sempre più obsoleta la figura del guardiano. Tuttavia la funzione del guardiano rimase ancora per diversi anni, in parte anche per compiti di personale di salvataggio in caso di necessità. Ma con l'evolversi anche dei sistemi di assistenza e soccorso alla navigazione, anche tale funzione è venuta meno. In America l'ultimo guardiano del faro ha cessato il servizio nel 1990. In Italia sino al 1994 il guardiano del faro veniva assunto tramite concorso bandito sulla Gazzetta Ufficiale e un corso di formazione sotto l'egida della Marina Militare Italiana. Al 2018 i faristi rimasti attivi, secondo una stima, sono circa 161.
Attualmente i fari sono dotati di sistemi di automazione totale, per i quali un faro o un gruppo di fari possono essere comandati a distanza via computer, restringendo la manutenzione a una visita periodica.

## Il segnale luminoso

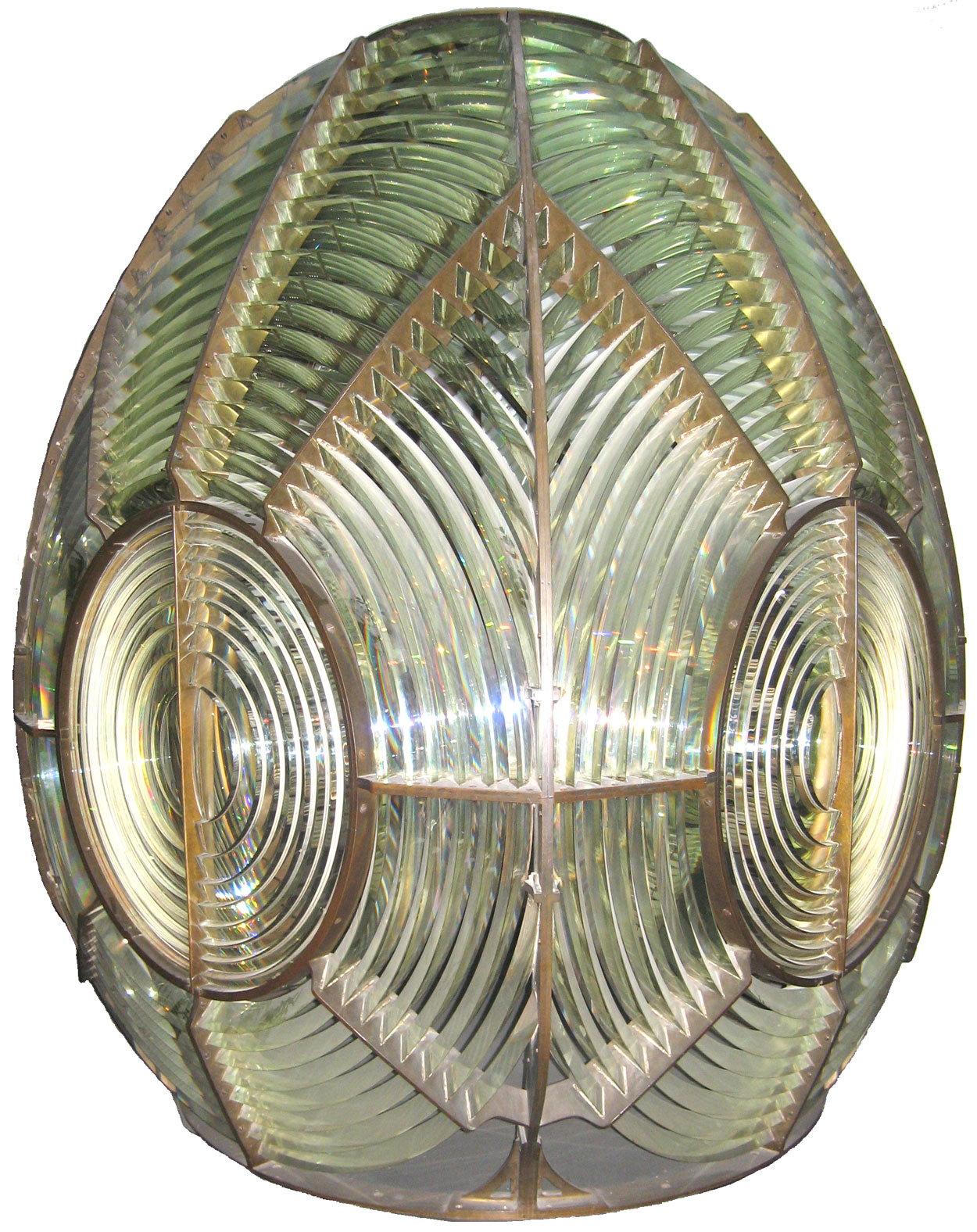
Una lente di Fresnel

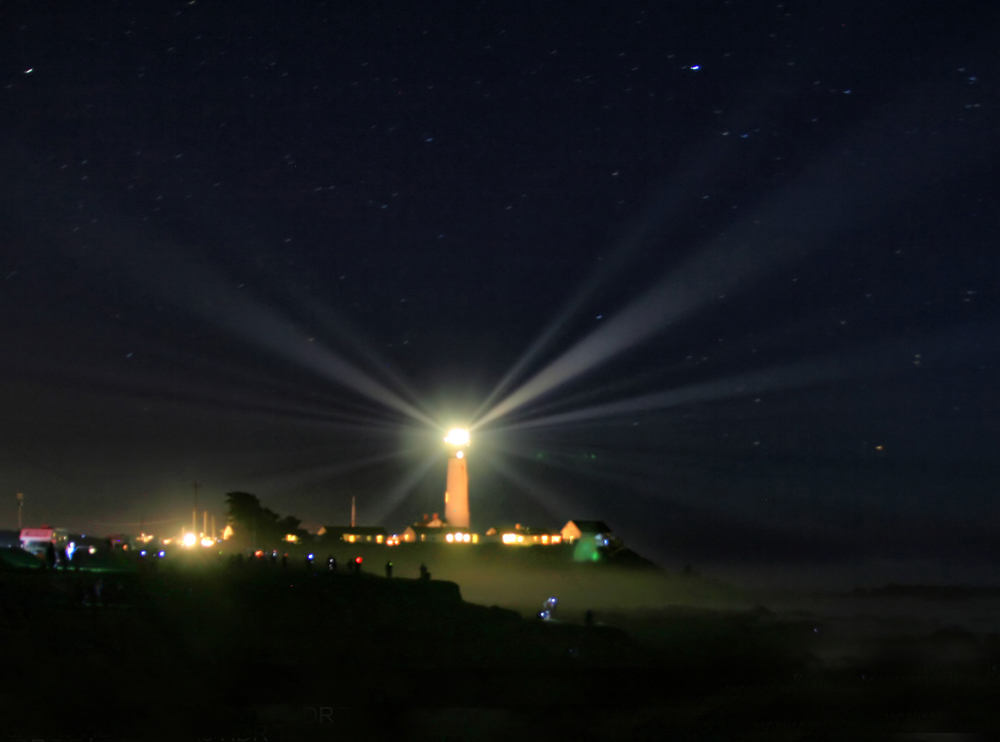
Segnale luminoso di un faro

In un faro, il sistema generatore di luce è detto "lampada" e la concentrazione in fasci luminosi orizzontali è ottenuto attraverso un sistema di lenti ("ottica"), rotante rispetto a un asse verticale, ideato fondamentalmente nel 1822 dal francese Augustin Jean Fresnel. Tale sistema permette di trasformare la luce continua e omnidirezionale della sorgente luminosa in segnali intermittenti luminosi di diversa caratteristica (unica per ogni faro) e portata luminosa.
Nei fari moderni si fa uso di lampade elettriche e di una motorizzazione elettrica dell'ottica, alimentati solitamente da generatori elettrici Diesel e, in alcuni casi, complementati anche con accumulatori fotovoltaici. Nei fari automatizzati di moderna costruzione, l'ottica rotante è spesso sostituita con una luce fissa ad alta intensità che emette brevi lampi luminosi omnidirezionali, concentrando quindi la luce nel tempo piuttosto che nelle direzioni spaziali. Innovazioni riguardano sperimentazioni con pannelli a LED.

### Caratteristica della luce

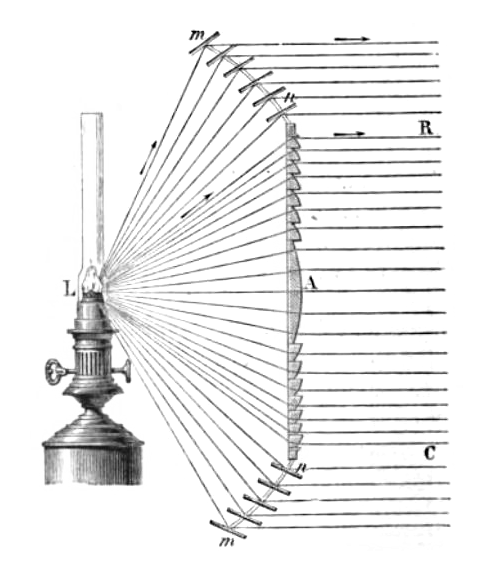
Funzionamento della lente di Fresnel

Indipendentemente dalla soluzione tecnologica usata, il segnale luminoso emesso da un faro è visto da un osservatore come una luce intensa per brevi intervalli di tempo. Questi intervalli di luce intensa sono organizzati in una specifica sequenza al fine di individuare in modo univoco il particolare faro e quindi distinguerlo con sicurezza dagli altri fari presenti nella zona. In particolare, si chiama "caratteristica" la sequenza temporale di luci ("lampi") ed eclissi e il loro colore, mentre si chiama "periodo" della caratteristica l'intervallo di tempo dopo il quale la sequenza si ripete (ad esempio, due lampi bianchi di 10 secondi). Le possibili caratteristiche di un faro sono riassunte nella seguente tabella, con la relativa simbologia (nazionale e internazionale) con cui la caratteristica è indicata nelle pubblicazioni nautiche.
|                        | Luce lampeggiante            | Luce intermittente           | Luce isofase                 | Luce scintillante       | Luce fissa            |
| Segnale                |                              |                              |                              |                         |                       |
| Descrizione            | durata luce < durata eclisse | durata luce > durata eclisse | durata luce = durata eclisse | sequenza di brevi lampi | senza fasi di eclisse |
| Simbolo nazionale      | lam                          | int                          | iso                          | sc                      | F                     |
| Simbolo internazionale | Fl                           | Oc                           | Iso                          | Q                       | F                     |
Il colore della luce è sempre bianco per i fari più importanti, mentre può essere anche verde, rosso e giallo per i fari minori. La luce di alcuni fari può anche avere solo alcuni settori di colore particolare (generalmente realizzati attraverso l'uso di pannelli colorati sulla lanterna) o anche oscurati, al fine di poter meglio distinguere i settori di navigazione sicura.

### Portata luminosa e portata nominale
La portata luminosa del segnale emesso da un faro è definita come la massima distanza a cui la luce può essere scorta; è legata all'intensità della sorgente luminosa (quindi alla potenza della lampada e al sistema ottico) e alla trasparenza dell'aria, essendo quest'ultima variabile in funzione delle condizioni atmosferiche. Di conseguenza, la portata luminosa di un dato faro è variabile in funzione della visibilità atmosferica. È detta portata nominale la portata luminosa in condizioni di atmosfera standard, cioè in un'atmosfera omogenea in cui la visibilità meteorologica è di almeno 10 miglia nautiche (per visibilità meteorologica si intende la massima distanza misurata durante il giorno alla quale un oggetto nero di appropriate dimensioni si possa distinguere sullo sfondo chiaro dell'orizzonte). Per un faro con portata nominale inferiore alle 10 miglia, si parla di fanali.

### Elevazione e portata geografica

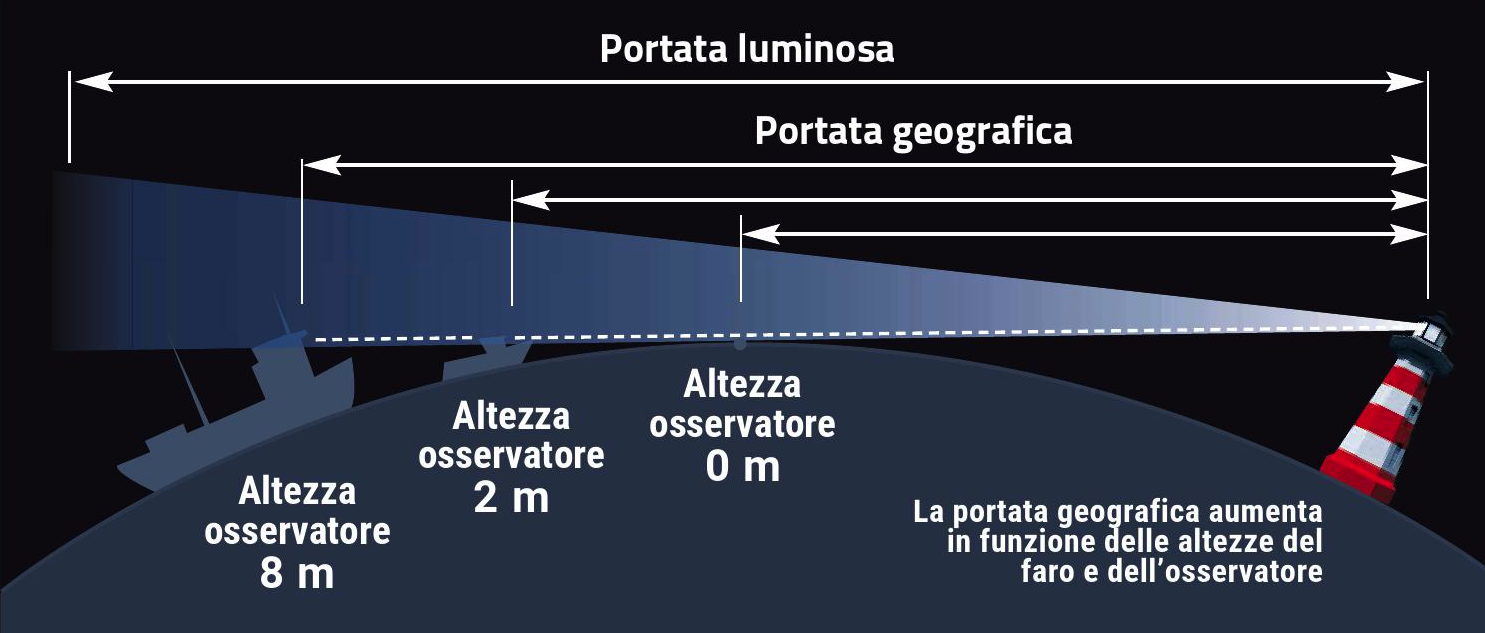
Faro: elevazione e portata geografica

La portata geografica di un faro aumenta in funzione delle altezze del faro e dell’osservatore. Per essere efficace, il segnale luminoso emesso da un faro deve essere collocato in posizione sufficientemente alta sopra il livello del mare per essere avvistata con sufficiente anticipo dalle navi in transito. L'elevazione h di un faro è l'altezza sul livello del mare del piano focale della sorgente luminosa. Legata alla elevazione del faro è la sua portata geografica (D), definita come la massima distanza alla quale può essere visto un faro in relazione alla curvatura della superficie terrestre e all'altezza H dell'osservatore. Questa è calcolata sulla base di regole trigonometriche mediante la formula:
{\displaystyle D=2,04\left({\sqrt {h}}+{\sqrt {H}}\right)}
dove h e H sono misurate in metri mentre la portata geografica D è misurata in miglia marine.

### Informazioni nautiche
Sulle carte nautiche edite dall'Istituto Idrografico della Marina Militare (IIMM) è riportata la posizione dei fari, che sono descritti in termini di caratteristiche e periodo luminoso, elevazione e portata nominale. Una completa descrizione dei fari è anche riportata su una specifica pubblicazione dell'IIMM (Elenco dei fari e segnali da nebbia).

## Il segnale da nebbia
Molti fari sono dotati di un segnale acustico detto "segnale da nebbia", utile quando la nebbia impedisce di vedere il segnale luminoso. Come il segnale luminoso, il segnale da nebbia ha una propria caratteristica riconoscibile data dalla durata dei suoni e delle pause.

## La costruzione

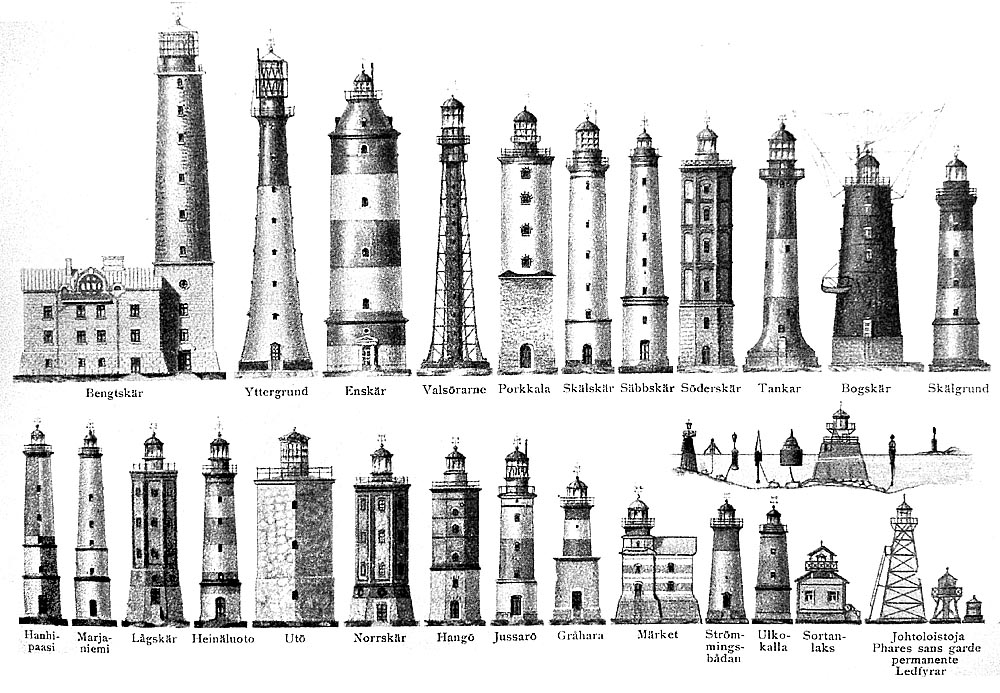
Architetture di fari in Finlandia, 1909

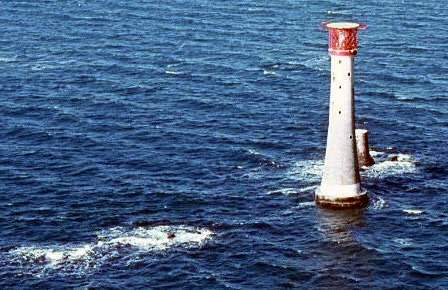
il faro di Eddystone, nelle acque della Manica

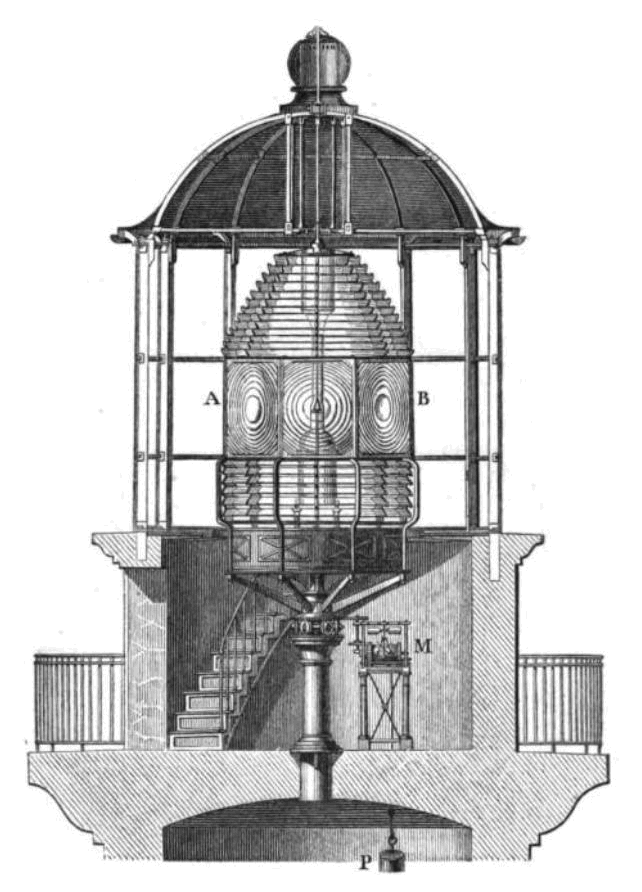
Lanterna di faro, metà 1800

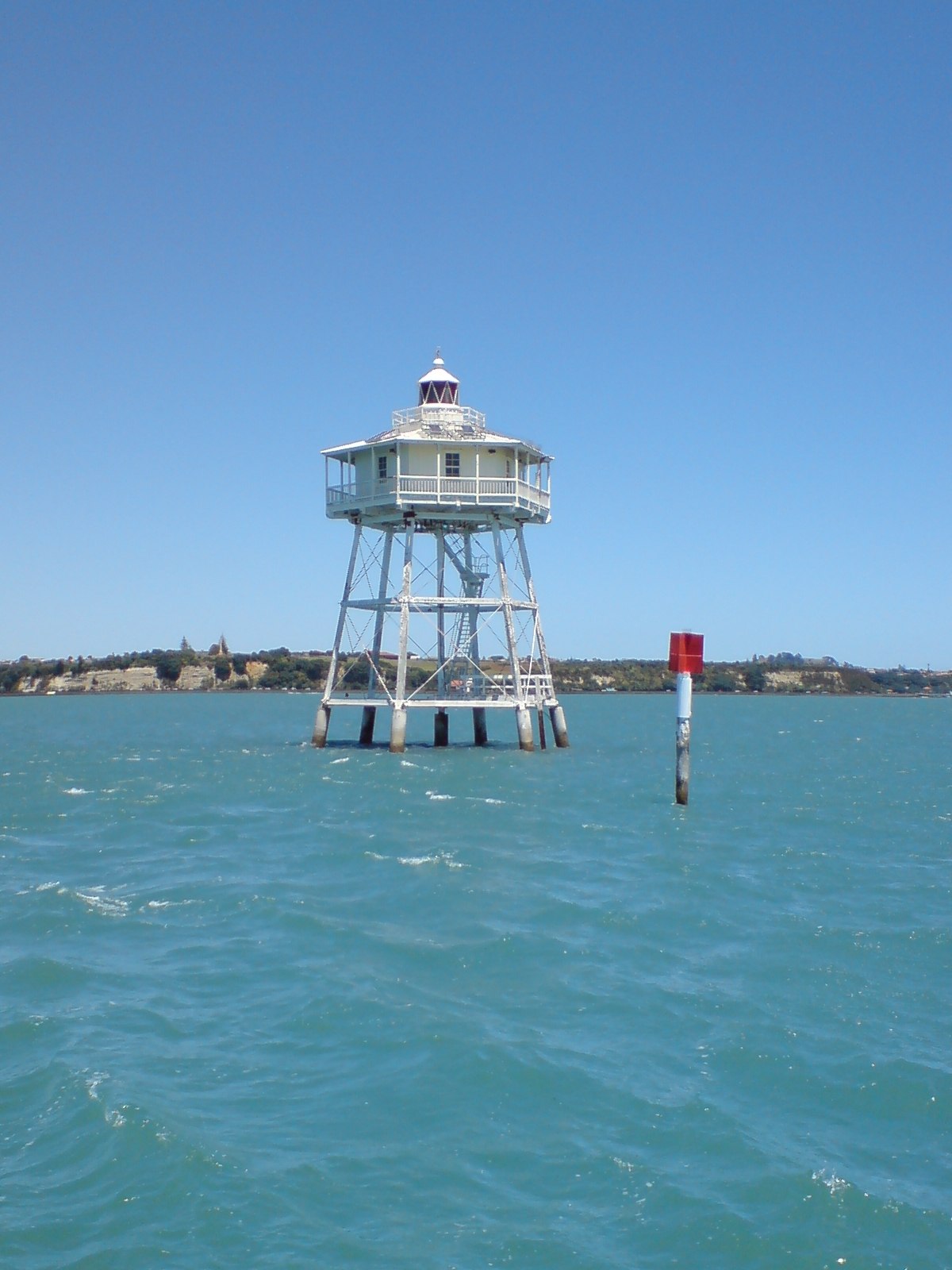
Un faro su palificata in Nuova Zelanda

Per essere efficace, il segnale luminoso emesso da un faro deve avere una sufficiente elevazione, per essere avvistato con il necessario anticipo dalle navi in transito. Ciò ha indotto a realizzare i fari secondo la tipica costruzione in muratura, a torre sufficientemente alta, spesso di forma cilindrica per ridurre gli effetti del vento sulla struttura, colorata esternamente in modo opportuno per poter essere individuata facilmente anche durante le ore diurne. L'altezza della struttura può essere contenuta nel caso di posizionamento su scogliere alte sopra il mare o nel caso il faro sia usato solo per segnalare l'ingresso di porti.
Solo nel XX secolo, con l'avvento della moderna tecnologia, nella costruzione dei fari si tende a far uso di strutture prefabbricate incastellate di acciaio. In generale, le diverse soluzioni tecnologiche usate nella costruzioni dei fari sono chiaramente condizionate dalla condizioni climatiche in cui il faro deve sorgere. Nel caso di fari costruiti direttamente in acqua, si fa uso di robuste costruzioni in muratura sagomate per resistere alla forza di impatto delle onde. In acque poco profonde, i fari possono anche essere costituiti da basse strutture in legno poste sopra palificate in acciaio infisse sui fondali. Nei climi nordici, per la presenza possibile di ghiacci, le palificate sono sostituite da strutture di fondazione a cassa. In acque troppo profonde per strutture convenzionali il faro può essere costituito da una nave-faro. Molte di queste ultime sono sostituite da piattaforme marine fisse (come ad esempio il faro di Ambrose della baia di New York) simili a quelle utilizzate nelle esplorazioni petrolifere offshore.
Mentre la struttura del faro può differire in funzione della posizione e della sua funzione, i fari tendono ad avere componenti comuni. Il faro comprende la torre sormontata dalla lanterna, ma anche tutti gli eventuali edifici complementari, come gli alloggi del personale di servizio, l'edificio del generatore, ecc.
La torre è dotata al suo interno di un sistema di rampe di accesso alla lanterna e termina in sommità con un locale di servizio, detto "stanza di guardia" o "stanza dell'orologio", contenente anche il sistema di rotazione delle lenti.
Dal locale di servizio si accede superiormente alla lanterna, cioè la struttura a vetri che contiene e protegge la lampada e l'ottica. Di forma generalmente circolare, ma anche poligonale, la lanterna è realizzata con particolari accorgimenti tecnici per essere più trasparente possibile al segnale luminoso emesso dall'ottica, e con cristalli sufficientemente robusti per resistere alla forza del vento e alla furia del mare, oltre che ai volatili attratti dalla luce. Sul tetto della lanterna è disposto un sistema di ventilazione al fine di evacuare i fumi e il calore prodotto dalla lampada. Un parafulmine e un sistema di messa a terra della cupola metallica che costituisce il tetto della lanterna mettono in sicurezza l'edificio in caso di fulmini. Sulla torre sono infine collocati uno o più ballatoi pensili (la "terrazza" o "galleria"), esternamente al locale di servizio e alla lanterna, quest'ultima principalmente per permettere la pulizia della superficie esterna delle finestre della lanterna.

## La manutenzione
In Italia il sistema dei segnalamenti marittimi è costituito, al 1985, da:
- 58 fari principali con ottica rotante;
- 109 fari secondari con ottica fissa;
- 522 fanali;
- 67 boe luminose; 18 mede luminose; 19 radiofari; 27 nautofoni;
- 1 racon, con una forza di 62 militari e 426 civili.

La gestione del sistema è affidata al Servizio Fari della Marina Militare Italiana. Il servizio è organizzato in sei comandi-zona con rispettive sedi a:
1. La Spezia per l'Alto Tirreno;
2. La Maddalena per la Sardegna;
3. Napoli per il Basso Tirreno;
4. Messina per la Sicilia;
5. Taranto per lo Ionio e il Basso Adriatico;
6. Venezia per l'Alto Adriatico e per l'Adriatico Centrale.

e ha alle sue dipendenze una cinquantina di militari e 362 civili, di cui 161 hanno la qualifica di faristi, ovvero personale di reggenza (i "guardiani dei fari") che provvede alla condotta e alla manutenzione dei fari e dei segnalamenti. Il numero dei faristi sta progressivamente diminuendo con la progressiva automazione degli impianti luminosi.
In Francia la manutenzione dei sistemi di segnalazione marittima è assicurata dal 1806 dal Service des phares et balises, una struttura che dipende dal ministero dell'ecologia, sviluppo sostenibile ed energia (Ministère de l'Écologie, du Développement durable et de l'Énergie) e che gestisce 150 fari, 1512 fanali e, nel complesso, 6500 punti di segnalazione marittima.